# Monte Briasco
Il monte Briasco (1.185 m s.l.m.) è una montagna del Piemonte. Si trova nelle Alpi Cusiane, sullo spartiacque tra la Valsesia e la conca del Lago d'Orta.

## Caratteristiche
Sulla cima della montagna convergono i territori di quattro diversi comuni: Civiasco, Varallo Sesia, Cellio con Breia e Madonna del Sasso. Il monte sorge tra due colli che si aprono sullo spartiacque Valsesia/Lago d'Orta: verso sud-est il Passo del Cambocciolo (947 m s.l.m.) e verso nord la Colma di Civiasco (928 m s.l.m.). Sulla sommità della montagna, costituita da un affioramento roccioso circondato da vaste faggete, si trovano una croce di vetta in pietra e un pilastrino. Il monte Briasco è noto per la bella vista che si gode sulla zona dei laghi e sulle Alpi Pennine. La sua prominenza topografica è di 255 m.

## Storia
La zona del monte Briasco durante la Resistenza fu un punto di snodo delle unità partigiane guidate da Cino Moscatelli. Questo perché la montagna, oltre a rappresentare una via di comunicazione tra la bassa Valsesia e la zona dei laghi, era percepita come un luogo sicuro, relativamente al riparo da rastrellamenti e rappresaglie delle forze nazifasciste.

## Accesso alla vetta
Dal versante valsesiano un sentiero segnalato (segnavia n. 634) consente di salire sulla vetta partendo da Civiasco. Altri sentieri raggiungono il monte Briasco partendo sia da altri centri della valsesia come sentiero n. 747, che dal versante Cusiano ad esempio partendo dalle borgate del comune di Madonna del Sasso.

## Cartografia
- Cartografia ufficiale italiana in scala 1:25.000 e 1:100.000, Istituto Geografico Militare.
- Carta dei sentieri e stradale scala 1:50.000 n. 10 Monte Rosa Alagna Macugnaga, Torino, Istituto Geografico Centrale.